# Geraltov
Geraltov (em húngaro: Gellért) é um município da Eslováquia, situado no distrito de Prešov, na região de Prešov. Tem 10,67 km² de área e sua população em 2018 foi estimada em 120 habitantes.

## Demografia
| Ano:        | 1994 | 2004    | 2014    | 2024    |
| ----------- | ---- | ------- | ------- | ------- |
| Broj ljudi: | 157  | 127     | 141     | 110     |
| Razlika:    |      | -19,10% | +11,02% | -21,98% |

| Ano:               | 2023 | 2024   |
| ------------------ | ---- | ------ |
| Número de pessoas: | 113  | 110    |
| Diferença:         |      | -2,65% |